# Route nationale 84
La route nationale 84 (RN 84 o N 84) è stata una strada nazionale francese che partiva da Rillieux-la-Pape e terminava a Saint-Genis-Pouilly. Venne in gran parte declassata nel 1972, per il resto nel 2006.

## Percorso
A Rillieux-la-Pape si staccava dalla N83 e raggiungeva Meximieux (oggi come D1084) per poi risalire la valle dell’Ain, adesso col nome di D984. Lasciava la valle a Poncin (ora come D1084) e si addentrava in territorio montuoso.
Costeggiava a nord il lago di Nantua ed il lago di Sylans e ridiscendeva nella valle del Rodano presso Valserhône. Successivamente il tratto fino a poco prima di Collonges era stato riassegnato alla N206. In seguito, oggi declassata a D984, giungeva a Saint-Genis-Pouilly e passava la frontiera con la Svizzera in direzione di Meyrin e Ginevra.